# ساسان زیبرم
ساسان زیبرم (زاده ۱۳۷۵ شهر بروجرد)، عضوتیم ملی بوکس جوانان ایران می‌باشد. که در مسابقات جوانان آسیایی ۲۰۱۳ در کشور فیلیپین نمایندهٔ وزن ۶۹کیلوگرم بود.